# (8944) Ortigara
(8944) Ortigara est un astéroïde de la ceinture principale.

## Description
(8944) Ortigara est un astéroïde de la ceinture principale. Il fut découvert le 30 janvier 1997 à Cima Ekar par Ulisse Munari et Maura Tombelli. Il présente une orbite caractérisée par un demi-grand axe de 3,13 UA, une excentricité de 0,12 et une inclinaison de 0,8° par rapport à l'écliptique.

## Compléments